# Mispelhoef (boerderij)
De Mispelhoef is een monumentale boerderij in de gemeente Eindhoven, gelegen aan Oirschotsedijk 9.

## Geschiedenis
De geschiedenis van deze boerderij gaat terug tot einde 16e eeuw, maar het huidige gebouw is van 1774. Omstreeks deze tijd kreeg de boerderij ook de functie van herberg, daar hij was gelegen aan de in 1770 aangelegde Oirschotsedijk.
De boerderij werd op een gegeven ogenblik eigendom van de familie Philips, welke er een zetboer plaatste. Nadat de boerderij door Frits Philips was verkocht werd het gebouw gerenoveerd. Het heeft nog steeds een horecafunctie.
Bij de boerderij bevindt zich een bakhuis. De boerderij heeft ook een overwelfde kelder.
In 1972 werd de boerderij geklasseerd als Rijksmonument.